# 比尔·罗伊克罗夫特
比尔·罗伊克罗夫特（英語：Bill Roycroft，1915年3月17日—2011年5月29日），OBE，澳大利亚男子马术运动员。他曾代表澳大利亚英国参加1960年、1964年、1968年、1972年和1976年夏季奥林匹克运动会马术比赛，获得一枚金牌和二枚铜牌。